# Port Stephens (Malouines)
Port Stephens (en espagnol : Puerto Esteban) est une colonie de la Grande Malouine situé l'extrémité sud de l'île et du détroit des Malouines.

## Description
Elle est située à l'extrême ouest du sud de Grande Malouine, au fond d'une longue baie étroite entre Calm Head (en) et le cap Meredith.
Jusqu'à récemment, c'était l'un des plus grands élevages de moutons du monopole de la Falkland Islands Company. En 1989, l’entreprise a divisé la ferme en 5 unités qui ont toutes été achetées par d'anciens employés. Port Stephens est l'une des cinq sections de la ferme originale et appartient à Peter et Ann Robertson. Alors que le port est protégé, la zone environnante est fréquemment battue par les tempêtes antarctiques. L'emplacement est très accidenté et considéré comme l'un des plus pittoresques des Malouines.
Il y a un cottage indépendant dans le village avec accès aux colonies de manchots et à des paysages spectaculaires. À proximité, des milliers d'oiseaux, dont des gorfous sauteurs et des cormorans, se reproduisent sur le rivage.
C'était l'une des rares colonies qui n'ont pas été visitées ou mises en garnison par l'armée argentine pendant la guerre des Malouines.